# 第32普通科連隊
第32普通科連隊（だいさんじゅうにふつうかれんたい、JGSDF 32nd Infantry Regiment）は、陸上自衛隊大宮駐屯地（埼玉県さいたま市北区）に駐屯する第1師団隷下の普通科連隊である。

## 概要
連隊長は、1等陸佐（二）をもって充てられ連隊本部、本部管理中隊、5個普通科中隊および重迫撃砲中隊から編成される。主に埼玉県の災害派遣・防衛警備を担任している。1999年（平成11年）11月に市ヶ谷駐屯地から大宮駐屯地に移駐した。連隊は過去に阪神・淡路大震災、三宅島噴火、東日本大震災など天災による災害派遣での民生支援や、地下鉄サリン事件では化学科部隊と連携して有毒化学剤の検知・除染作業にあたり、地下鉄構内の安全化を行った。自衛隊記念日観閲式への参加や、国賓の歓迎行事を始めとした国家的行事への参加などで自衛隊の威容を示している。
第32普通科連隊は旧陸軍の近衛歩兵連隊にちなんで『近衛連隊』を自称しており、「近衛兵の精神を受け継いだ部隊」であると自負している。かつて同連隊長を務めた福山隆元陸将によれば、任期制隊員の知能レベルは全国の連隊の中で最も高く、全国の連隊平均よりも約10ポイントも高いとされる。また、第32普通科連隊のシンボルマークは、中央のナイトのマークは天皇を護る近衛兵と､その精神を受け継ぐ第32普通科連隊の隊員を表し、下部の紋章は、皇居の二重橋を模っている。

## 沿革
第1普通科連隊第2大隊
- 1956年（昭和31年）
  - 1月24日：第1普通科連隊の第3、第9中隊を基幹として新たに第2大隊が練馬駐屯地に編成。
  - 2月7日：第2大隊が練馬駐屯地から習志野駐屯地に移駐。

- 1960年（昭和35年）1月20日：第2大隊が習志野駐屯地から市ヶ谷駐屯地に移駐。

第32普通科連隊
- 1962年（昭和37年）1月18日：第1師団編成に伴い、第1普通科連隊第2大隊を基幹として市ヶ谷駐屯地において編成完結。
- 1992年（平成04年）3月27日：第1師団の近代化改編により、自動車化連隊へ改編。
- 1995年（平成07年）3月20日：地下鉄サリン事件に際し出動。
- 1999年（平成11年）12月1日：防衛庁移転計画に基づき、市ヶ谷駐屯地から大宮駐屯地へ移駐。
- 2002年（平成14年）3月27日：第1師団の政経中枢師団への改編。

1. 重迫撃砲中隊を廃止し、第5普通科中隊を新編。
2. 後方支援体制変換に伴い、整備部門を第1後方支援連隊第2整備大隊第2普通科直接支援中隊へ移管。

- 2010年（平成22年）4月：第4普通科中隊が軽装甲機動車装備部隊に改編。
- 2011年（平成23年）4月22日：重迫撃砲中隊を再編｡
- 2018年（平成30年）7月14日：日仏友好160周年を記念し、横山連隊長ら7人がパリのシャンゼリゼ通りで実施された革命記念日の軍事パレードに参加[5]。
- 2021年（令和03年）7月：熱海市伊豆山土石流災害（静岡県熱海市）への災害派遣[6]。

## 部隊編成
- 第32普通科連隊本部
- 本部管理中隊「32普-本」
  - 中隊本部
  - 連隊本部班：82式指揮通信車
  - 情報小隊：軽装甲機動車、偵察用オートバイ
  - 施設作業小隊
  - 通信小隊
  - 補給小隊：3 1/2tトラック
  - 衛生小隊：1トン半救急車
  - 狙撃班
- 第1普通科中隊「32普-1」：高機動車、81mm迫撃砲 L16、01式軽対戦車誘導弾
- 第2普通科中隊「32普-2」：高機動車、81mm迫撃砲 L16、01式軽対戦車誘導弾
- 第3普通科中隊「32普-3」：高機動車、81mm迫撃砲 L16、01式軽対戦車誘導弾
- 第4普通科中隊「32普-4」：軽装甲機動車、81mm迫撃砲 L16、01式軽対戦車誘導弾
- 第5普通科中隊「32普-5」：高機動車、81mm迫撃砲 L16、01式軽対戦車誘導弾
- 重迫撃砲中隊「32普-重」：120mm迫撃砲 RT

## 整備支援部隊
- 第1後方支援連隊第2整備大隊第2普通科直接支援中隊「1後支-2整-2」（大宮駐屯地）：2002年（平成14年）3月27日から

## 主要幹部
| 官職名           | 階級    | 氏名     | 補職発令日     | 前職                               |
| ---------------- | ------- | -------- | -------------- | ---------------------------------- |
| 第32普通科連隊長 | 1等陸佐 | 大倉正義 | 2024年03月18日 | 陸上自衛隊教育訓練研究本部主任教官 |

| 代 | 氏名       | 在職期間                        | 前職                                     | 後職                                                   |
| -- | ---------- | ------------------------------- | ---------------------------------------- | ------------------------------------------------------ |
| 01 | 森川竹雄   | 1962年01月18日 - 1964年03月15日 | 第1普通科連隊付                          | 第2教育団副団長                                        |
| 02 | 副田忠夫   | 1964年03月16日 - 1965年07月15日 | 陸上自衛隊業務学校学校教官               | 普通科教導連隊長                                       |
| 03 | 三好秀男   | 1965年07月16日 - 1967年07月16日 | 陸上幕僚監部第2部見積班長                | 陸上幕僚監部第2部副部長                                |
| 04 | 蔵田十紀二 | 1967年07月17日 - 1969年07月15日 | 陸上自衛隊幹部学校学校教官               | 陸上幕僚監部付                                         |
| 05 | 宮田朋幸   | 1969年07月16日 - 1971年07月15日 | 陸上幕僚監部第2部情報第1班長             | 陸上自衛隊幹部候補生学校教育部長                       |
| 06 | 松永力     | 1971年07月16日 - 1973年03月15日 | 陸上自衛隊幹部学校学校教官               | 第1師団司令部勤務                                      |
| 07 | 中村董正   | 1973年03月16日 - 1974年07月15日 | 陸上幕僚監部第1部広報班長                | 第12師団司令部幕僚長                                   |
| 08 | 坪井美弘   | 1974年07月16日 - 1977年03月15日 | 旭川駐とん地業務隊長                     | 朝霞駐とん地業務隊長                                   |
| 09 | 伊藤三雄   | 1977年03月16日 - 1978年11月30日 | 札幌駐とん地業務隊長                     | 北部方面総監部人事部長                                 |
| 10 | 松川彰     | 1978年12月01日 - 1980年07月31日 | 第1陸曹教育隊長                          | 檜町駐とん地業務隊長 兼 檜町駐とん地司令               |
| 11 | 前川清     | 1980年08月01日 - 1982年06月30日 | 陸上幕僚監部調査部付                     | 陸上幕僚監部教育訓練部教育課長                         |
| 12 | 奈良崎元   | 1982年07月01日 - 1985年03月15日 | 陸上幕僚監部防衛部運用課 運用第2班長     | 西部方面総監部調査部長                                 |
| 13 | 常田頼史   | 1985年03月16日 - 1987年03月15日 | 東北方面総監部人事部人事課長             | 第1混成団本部高級幕僚                                  |
| 14 | 山本勝     | 1987年03月16日 - 1989年06月29日 | 第9師団司令部第3部長                     | 西部方面総監部防衛部長                                 |
| 15 | 彦坂洋一   | 1989年06月30日 - 1992年03月31日 | 東部方面総監部人事部人事課長             | 防衛研究所所員                                         |
| 16 | 濱田豊克   | 1992年04月01日 - 1993年06月30日 | 東北方面総監部防衛部防衛課長             | 東部方面総監部人事部長                                 |
| 17 | 福山隆     | 1993年07月01日 - 1995年06月29日 | 陸上幕僚監部調査部付                     | 陸上幕僚監部調査部調査第2課長                          |
| 18 | 有村幸嘉   | 1995年06月30日 - 1997年06月30日 | 自衛隊山口地方連絡部長                   | 防衛大学校訓練部訓練課長                               |
| 19 | 柴田幹雄   | 1997年07月01日 - 2000年03月22日 | 陸上幕僚監部教育訓練部訓練課 訓練班長    | 統合幕僚会議事務局第5幕僚室 防衛計画調整官 兼 中期班長 |
| 20 | 市橋映     | 2000年03月23日 - 2002年03月31日 | 北部方面総監部人事部人事課長             | 陸上自衛隊関西補給処総務部長                           |
| 21 | 保坂優次   | 2002年04月01日 - 2003年12月04日 | 陸上自衛隊幹部学校学校教官               | 陸上自衛隊研究本部主任研究開発官                       |
| 22 | 武藤正美   | 2003年12月05日 - 2006年03月31日 | 陸上幕僚監部装備部開発課 開発第1班長     | 陸上自衛隊研究本部主任研究開発官                       |
| 23 | 曽田健史   | 2006年04月01日 - 2008年03月25日 | 陸上自衛隊富士学校主任教官               | 第14旅団司令部幕僚長                                   |
| 24 | 下東敏郎   | 2008年03月26日 - 2010年07月31日 | 陸上自衛隊小平学校情報教育部 第1教育課長 | 東部方面総監部監察官                                   |
| 25 | 芝伸彦     | 2010年08月01日 - 2012年12月03日 | 陸上自衛隊研究本部研究員                 | 統合幕僚監部総務部総務課 国際人道業務室長              |
| 26 | 渡邉俊明   | 2012年12月04日 - 2015年03月22日 | 西部方面総監部人事部人事課長             | 陸上自衛隊幹部候補生学校学生隊長                       |
| 27 | 毛利敏郎   | 2015年03月23日 - 2017年03月22日 | 陸上自衛隊富士学校主任教官               | 朝霞駐屯地業務隊長                                     |
| 28 | 横山裕之   | 2017年03月23日 - 2019年12月19日 | 部隊訓練評価隊副隊長                     | 国際活動教育隊長                                       |
| 29 | 湯下兼太郎 | 2019年12月20日 - 2020年07月31日 | 北部方面総監部防衛部訓練課長             | 陸上自衛隊教育訓練研究本部勤務                         |
| 30 | 木場幸一   | 2020年08月01日 - 2022年03月13日 | 地理情報隊長 兼 東立川駐屯地司令         | 陸上自衛隊富士学校 諸職種協同センター総合研究課長      |
| 31 | 榧野道彦   | 2022年03月14日 - 2024年03月17日 | 第10師団司令部監察官                     | 陸上自衛隊関東補給処総務部長                           |
| 32 | 大倉正義   | 2024年03月18日 -                | 陸上自衛隊教育訓練研究本部主任教官       |                                                        |

## 主要装備
- 82式指揮通信車
- 軽装甲機動車
- 高機動車
- 1/2tトラック / 73式小型トラック
- 1 1/2tトラック / 73式中型トラック
- 3 1/2tトラック / 73式大型トラック
- 89式5.56mm小銃
- 5.56mm機関銃MINIMI
- M24 SWS　レミントン M24 SWS
- 9mm拳銃
- 84mm無反動砲
- 110mm個人携帯対戦車弾LAM　パンツァーファウスト3
- 81mm迫撃砲 L16
- 120mm迫撃砲 RT
- 防弾チョッキ2型
- 防弾チョッキ3型

## 警備隊区
- 埼玉県全域[7]

## 廃止（改編）部隊
- 2002年（平成14年）3月27日廃止
  - 第32普通科連隊本部管理中隊管理整備小隊「32普-本」（大宮駐屯地）：整備部門を第1後方支援連隊第2整備大隊第2普通科直接支援中隊へ移管。
  - 第32普通科連隊重迫撃砲中隊「32普-重迫」（大宮駐屯地）：第5普通科中隊に改編。2011年（平成23年）4月22日に重迫撃砲中隊を再編成。

## 出身者
- 浅田次郎 - 小説家（市ヶ谷駐屯地時代）
- トリトン海野 - らっぱ漫談家（東京演芸協会所属）（市ヶ谷駐屯地、大宮駐屯地で勤務）
- ダイナマイト幸男 - 元AV男優 (市ヶ谷駐屯地、宇都宮駐屯地、朝霞駐屯地等々、)